# Poznaňská církevní provincie

Kirchenprovinz Posen.svg

Poznaňská církevní provincie je jedna z čtrnácti církevních provincií římskokatolické církve na území Polské republiky.
Byla vytvořena dne 25. března 1992 papežskou bulou Totus Tuus Poloniae populus.
Území provincie se člení na tyto diecéze:
- Arcidiecéze poznaňská (vznik 968 – první diecéze v Polsku; do 1076(?) podléhala přímo Svatému stolci, poté až do 1821 část Hnězdenské církevní provincie, v letech 1821-1992 podléhala opět přímo Svatému stolci)
- Diecéze kaliszská (vznik 1992, do 2004 část Varšavské církevní provincie)

V letech 1821-1946, kdy existovala personální unie arcidiecéze poznaňské s arcidiecézí hnězdenskou, byla Hnězdenská církevní provincie nazývána též "hnězdensko-poznaňskou".
V čele Poznaňské církevní provincie stojí arcibiskup-metropolita poznaňský, v současnosti (od roku 2002) Stanisław Gądecki.